# McVeagh of the South Seas
McVeagh of the South Seas é um curta-metragem dramático dos Estados Unidos de 1914. O filme foi dirigido e estrelado por Harry Carey.

## Elenco
- Harry Carey - Cyril Bruce McVeagh
- Fern Foster - Liana
- Herbert Russell - "Pearly" Gates
- Kathleen Butler - Nancy Darrell
- Jack Terry - Harmon Darrell